# Ángela Villón
Ángela Villón Bustamante (Lima) es una extrabajadora sexual, activista, consultora internacional, política peruana y defensora activa de los derechos humanos de quienes ejercen el trabajo sexual. Es presidenta de la Asociación de personas que ejercen el trabajo sexual Miluska Vida y Dignidad, también es Coordinadora del Movimiento de Trabajadoras Sexuales del Perú.

## Biografía
Ángela Villón nació en el distrito de San Juan de Lurigancho, fue la menor de cuatro hermanos. A los 17 años abandonó su hogar debido a los continuos maltratos de su padre y sus hermanos. Su primer hijo, fruto de una relación esporádica de supervivencia, sufrió los estragos de la ola de calor provocada por el fenómeno del Niño de 1985. Tuvo que endeudarse para comprar medicamentos para su hijo, por lo que tuvo que iniciarse en la prostitución en un local de la Carretera Central para sobrevivir bajo el seudónimo de Jennifer.